# ريتشارد كوبر (صحفي)
ريتشارد كوبر (بالإنجليزية: Richard Cooper)‏ هو صحفي أمريكي، ولد في 8 ديسمبر 1946.